# 一本松珠璣
一本松 珠璣（いっぽんまつ たまき、1901年4月29日 - 1985年1月24日）は日本の実業家。電気工学者。元日本原子力発電社長、同最高顧問。従三位勲一等工学博士。日本の原子力発電事業の草分け的存在。

## 経歴
広島県佐伯郡能美村（現：広島県江田島市能美町）出身。1924年京都帝国大学工学部電気工学科卒。大阪市電気局（現：大阪市交通局）を経て関西配電（現：関西電力）入社。1942年同社企画課長を経て取締役神戸支店長。1945年「大都市電力系統計画論」で工学博士。1947年常務、1950年アメリカ視察で渡米。1956年、石川一郎原子力委員団長らと副団長として第1回の訪英調査団派遣に参加。世界最初の実用規模の原子力発電所・コールダホール型原子力発電所を視察、またアメリカの状況も視察した。1957年日本原子力発電株式会社発足で副社長に就任、1962年社長に就任。1966年、日本最初の原子力発電である茨城県東海原子力発電所の東海1号を英国から導入するなど、1977年会長、1981年最高顧問として長きに渡り日本の原子力発電の発展に大きな功績を残した。1954年関西経済同友会代表幹事。この他、電気学会会長、原子力学会会長、原子力委員会参与などを歴任した。
1958年以降は毎年渡英、1977年には名誉大英勲章第三位を贈られ、1978年には米国工学アカデミー会員。1959年、藍綬褒章、1971年勲二等旭日重光章、1985年叙従三位勲一等授瑞宝章。
1971年の著書『東海原子力発電所物語』は、日本初の原発建設時の苦労と反省が書かれた先人の貴重な資料である。

## 著書
- 『動力燃料総合計画論』電気書院、1948年
- 『東海原子力発電所物語』東洋経済新報社、1971年

## 親族
- 長男 一本松康雄（神戸電鉄社長）[4]